# Криниця
Крини́ця, або коло́дязь (так можуть називати глибоку криницю), діал. сту́дня, кірни́ця — обладнане водне (або інше, наприклад, мінералізованої води, розсолу, нафти тощо) джерело, глибоко викопана й захищена від обвалів яма для добування води тощо з водоносних шарів землі.
У більшості сіл та містечок без водопроводу криниці є основним джерелом питної води. Криниці переважно поширені на рівнинній частині України через відсутність наземних природних водних джерел.

## Етимологія
Українське «криниця», так само як біл. крыніца, пол. krynica, рос. криница, діал. крыница походить від прасл. *krьnica/*krinica, утвореного від дієприкметника *krьnъ («викопаний») і споріднене зі словом «кріт». (прасл. *krъtъ). Згідно з другою версією, первісним значенням *krinica було «миска», «видовбана посудина», потім назва поширилася і на водне джерело (пор. рос. кринка — «дзбан», «глечик»). Третя версія пов'язує слов'янське *krinica з грец. κρήνη («джерело», «струмок», пор. «Гіппокрена»). Назва «криниця» трапляється вже у періоді формування давньоукраїнської мови (XI—XIII ст.)..

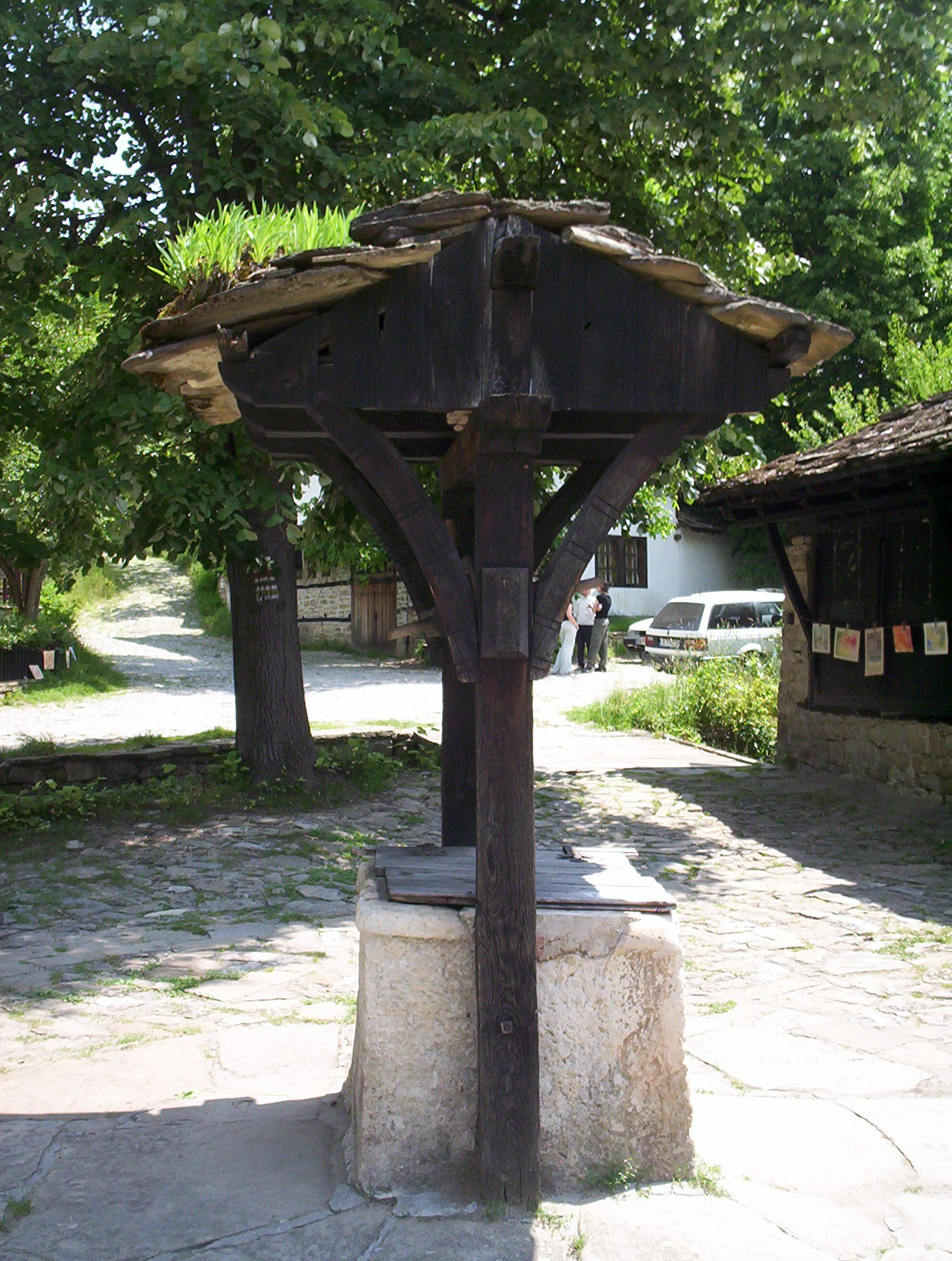
Криниця в Болгарії.

Слово «колодязь» (разом з рос. колодец, колодезь, болг. кладенец, серб. кла̏денац/kladenac, словен. kladénǝc, староцерк.-слов. кладіѧзь) походить від прасл. *koldędzь. Щодо походження цього слова існують три версії. Згідно з першою, воно походить від слова «колода», що пов'язується з обладнанням криниці колодами-цямринами. Тобто, «колодязь» — «джерело, обладнане колодами». Друга версія пов'язує «колодязь» зі словом «холод» (прасл. *хоldъ), пор. «студня», староцерк.-слов. студьнець. Тобто, «колодязь» — «джерело з холодною водою». Третя версія припускає запозичення з германських мов: з гот. *kalding- < *kaldiōn, яке походить від *kalds («холод»), пор. дав.-ісл. kelda («джерело»).
Слово «криниця» (діал. кирниця) вживається переважно на Галичині, Поділлі, Заході України, а слово «колодязь» — у східних областях.

## Історія
Обшиті деревом криниці існували вже в ранньонеолітичній культурі лінійної кераміки, наприклад, рештки їх виявлені в Острові (Чехія), Кюкгофені (належить до міста Еркеленц) та Айтрі (входить до міста Цвенкау), Шлетці (комуна Аспарн-ан-дер-Цайя в Австрії) і датуються 5265-5090 рр. до н. е..
Найглибші копані колодязі в СРСР (а можливо, у світі) розташовувалися в пустелі Каракуми. Багато з них мали глибину понад 100 м, а один — навіть 270 метрів.

## Влаштування криниці
```
‎
```

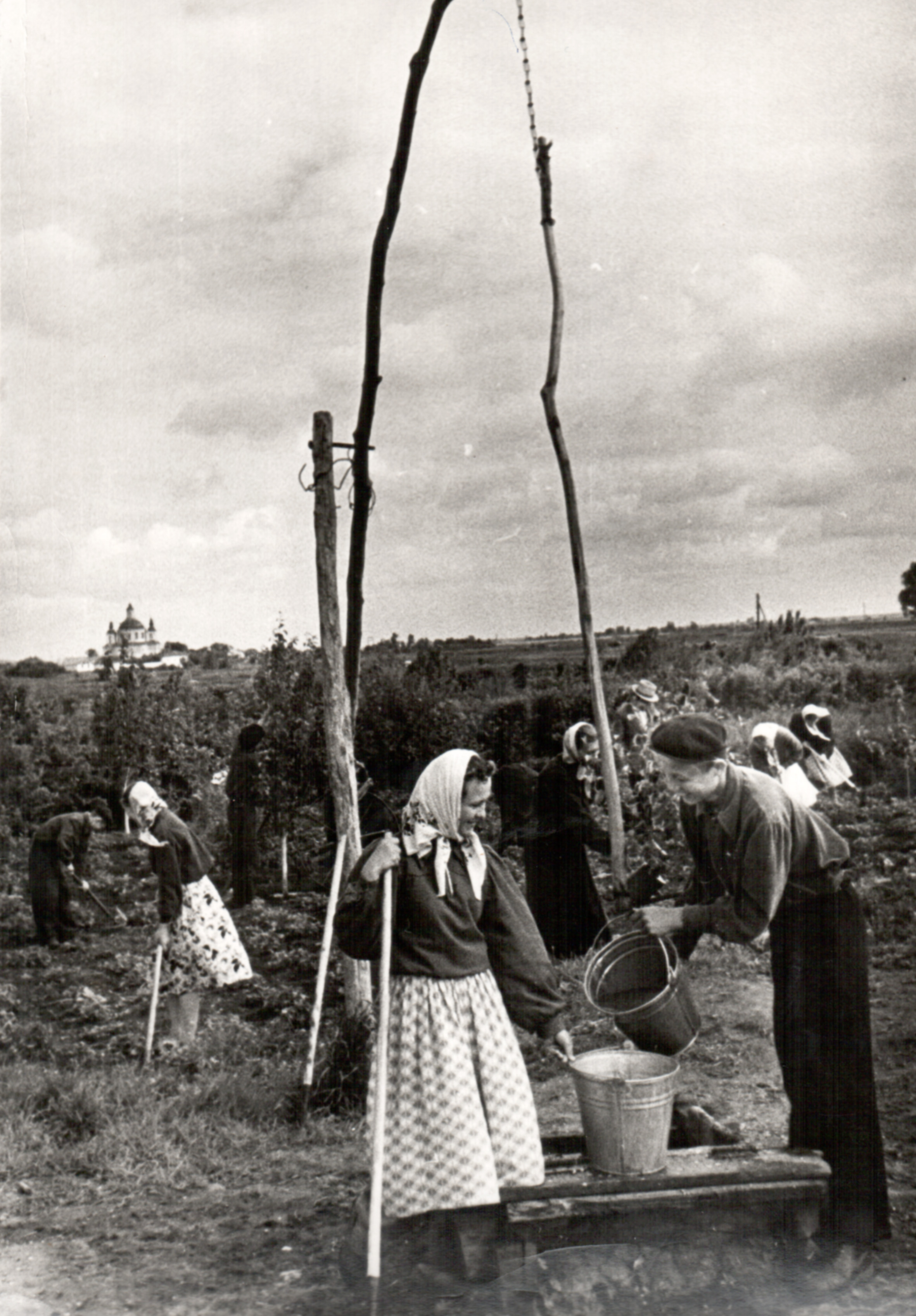
Журавель-криниця у селі Байдівка (1950)

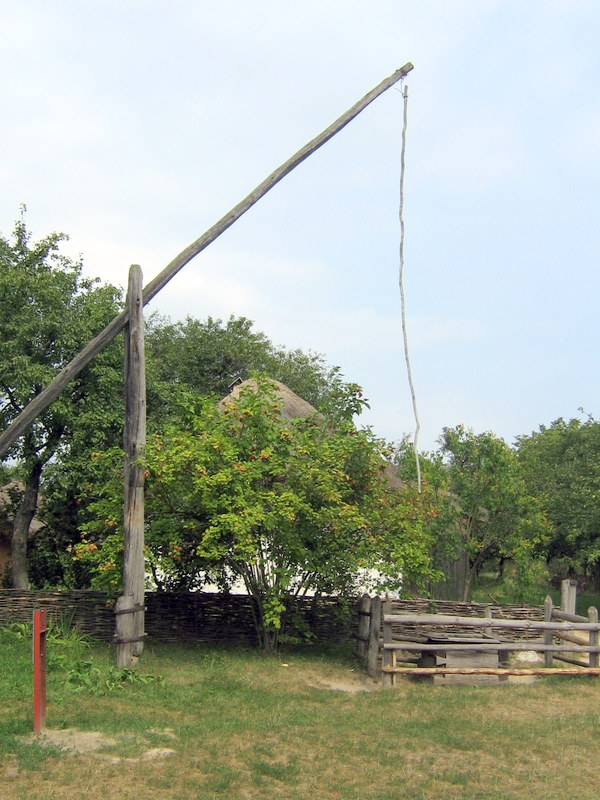
Колодязь-«журавель»

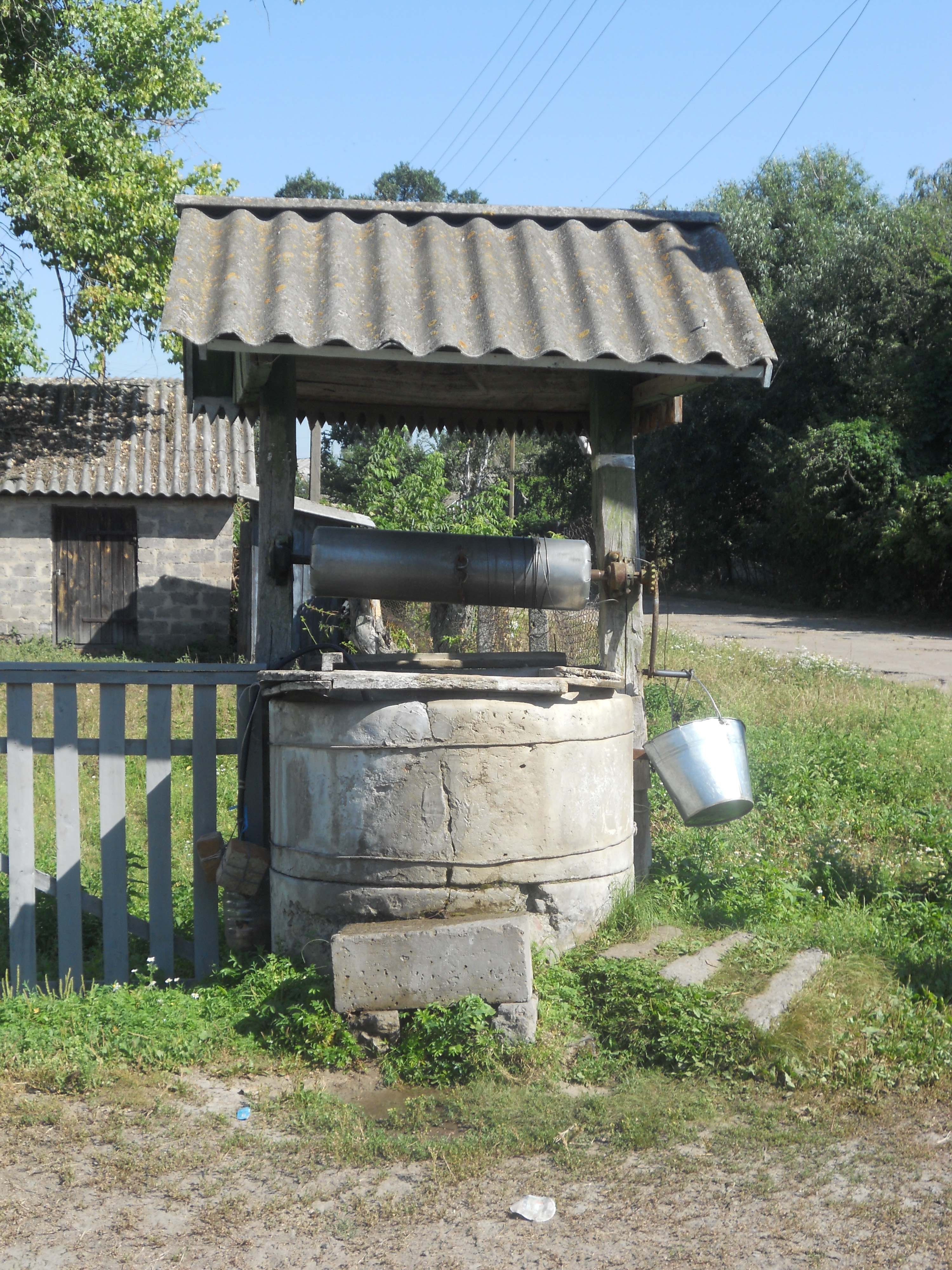
Колодязь з коловоротом

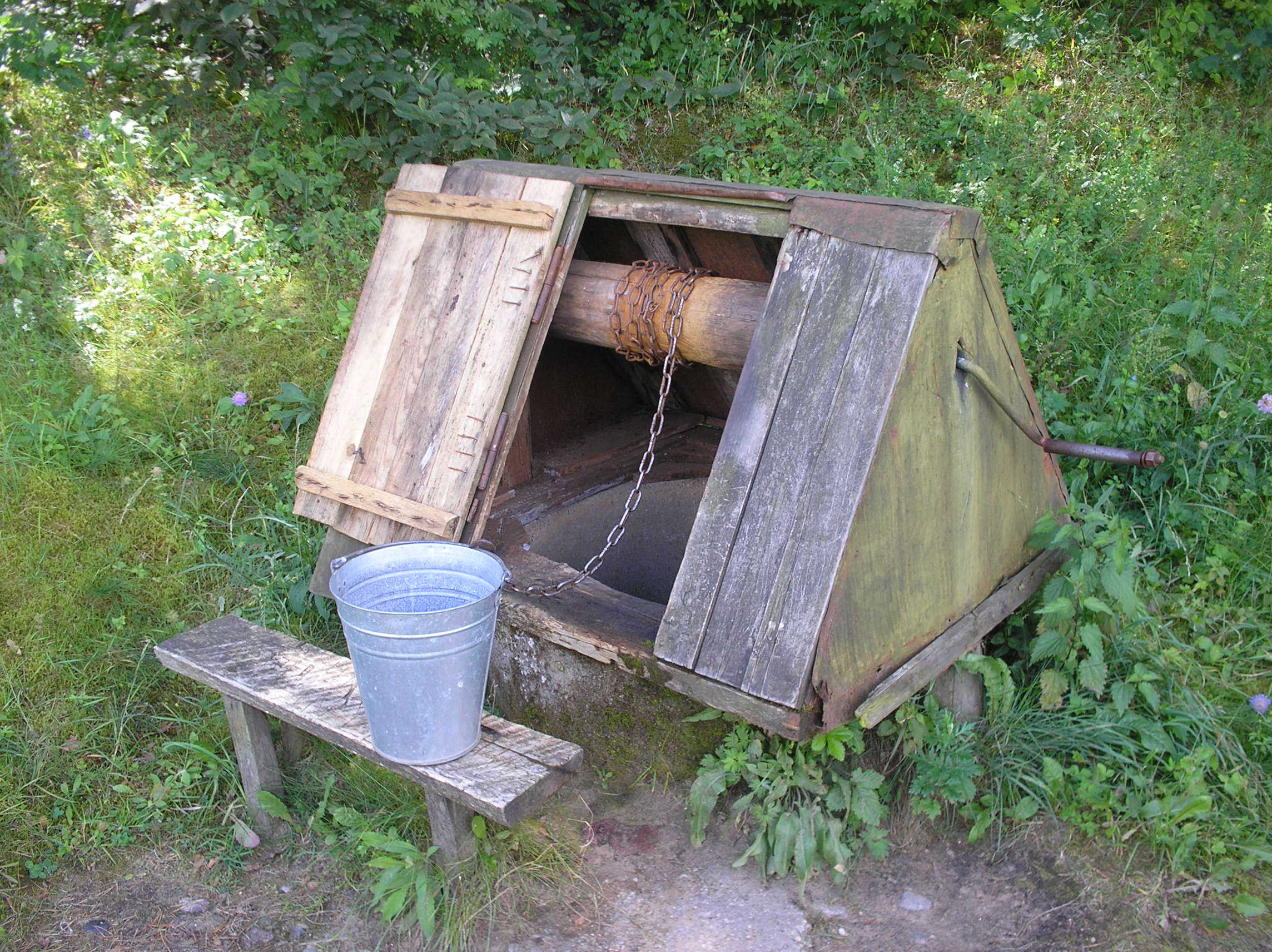
Колодязь (криниця) з коловоротом і люком.

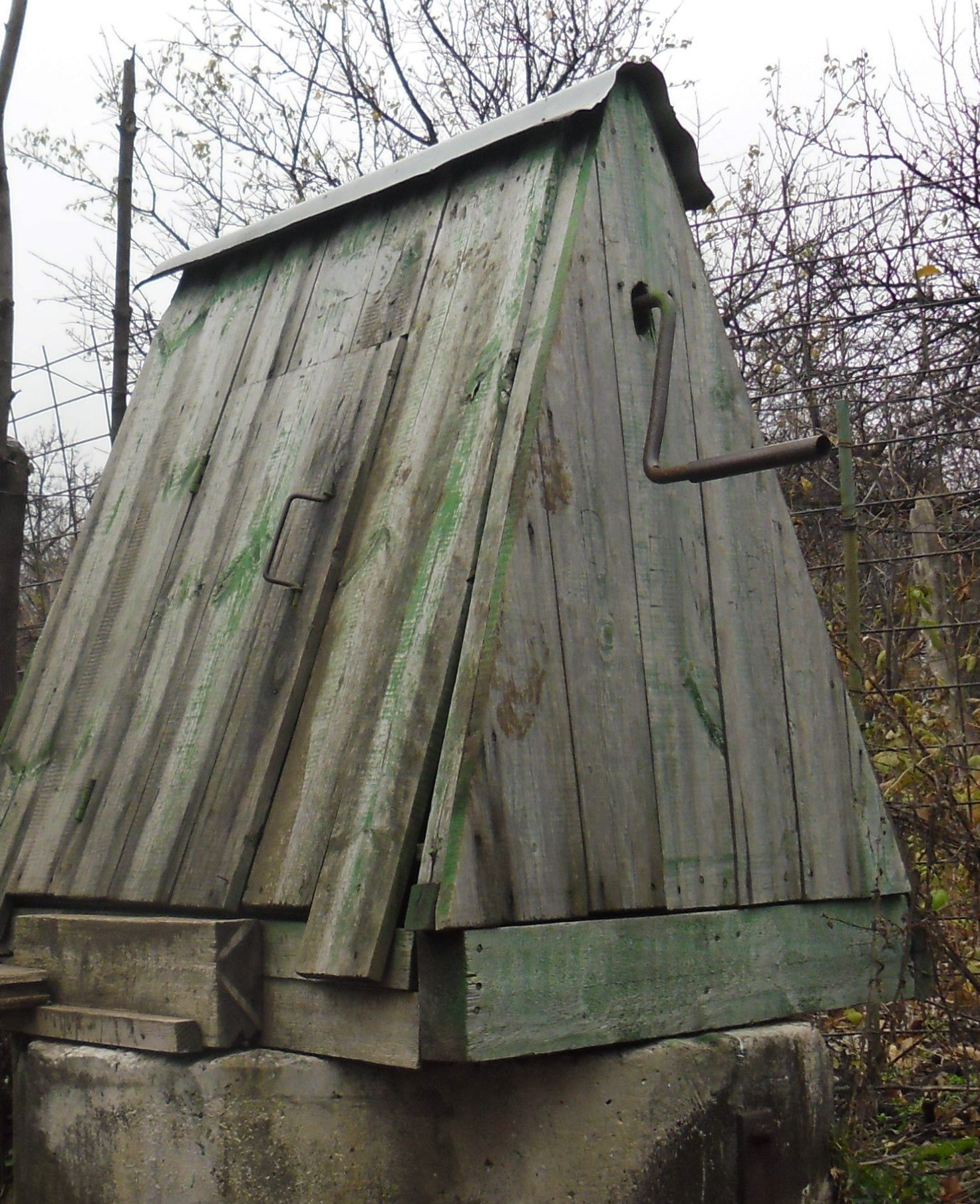
Криниця у м. Макіївка, Донецька область, 2014.

Згідно з Державними будівельними нормами ДБН В.2.5-74:2013, криниці належить влаштовувати на незабрудненій та захищеній території, яка знаходиться вище за течією ґрунтових вод на відстані не менше ніж 30 м від магістралей з інтенсивним рухом транспорту та не менше ніж 50 м (для індивідуальних колодязів не менше ніж 20 м) від вбиралень, вигрібних ям, споруд та мереж каналізації, складів добрив та отрутохімікатів, місць утримання худоби та інших місць забруднення ґрунту та підземних вод.
Під час копання криниці для утримування ґрунту раніш ставився зруб, складений з дерев'яних брусів, які звалися цямринами, зру́бинами. Часто цямриною (цямринням) зовуть сам криничний зруб (який у діалектах також називається жолобом) або тільки його верхню частину. На дні робили дощатий настил — дити́нець. У невеликих криницях також міг використовуватися порожній стовбур дерева — кадіб. Колоди для стінок використовують не менш ніж 0,25 м завтовшки, без вад, заготовлені не менше ніж за 5-6 місяців до їх використання. Краще для цієї мети підходять модрина, вільха, в'яз чи берест, але можна застосовувати також дуб і сосну (первісно вони надають воді присмак і запах), для верхньої частини — сосну чи ялину. У багатих каменем районах стінки робили кам'яними. Зараз для кріплення криничних шахт, поряд зі зрубом і каменем, уживають також бетонні циліндри. Призначення стінок шахти — запобігати обваленню шахти й ізолювати криницю від проникнення поверхневого стоку (дощових і талих вод). Для можливості спуску в криницю з метою її чищення та ремонту в стінках шахти встановлюють скоби (скобтрап). Криниці без зрубу називають ко́панками, ко́панями (у Карпатах та Прикарпатті поширена також назва «студня», «студень», «студник», «студениця»). Біля криниці можуть ставити корито для напування тварин.
Для захисту шахти від забруднення та спостереження за водозабором частина криниці виступає над поверхнею землі (згідно з чинними нормами не менш як на 0,8 м), вона називається оголовок. Щоб запобігти засміченню шахти, оголовок закривають кришкою з металу чи дерева або влаштовують залізобетонне перекриття з люком, який також закривається кришкою. Зверху оголовка обладнують дашок, навіс або поміщають його в будку.
Для підняття води з криниці на ній зазвичай встановлюють підіймальний пристрій — коловорот (корбу), або журавель (звід), або ручний насос. Сучасні криниці часто обладнують електронасосами. Біля криниці належить передбачити підставку для відер, огорожу навколо (радіусом не менше 2 м) з воротами (хвірткою), а від воріт до криниці — стежку із твердим покриттям.
Для запобігання забрудненню криниці поверхневими стоками влаштовують перехоплюючі канави, а навколо оголовка роблять «замок» із замішаної та пошарово утрамбованої глини чи масного суглинку (глибиною 2 м і шириною 1 м) або бетонують (асфальтують) майданчик радіусом не менше ніж 2 м на основі з щебеню товщиною 15-20 см з ухилом від криниці. Для криниць, розміщених у водопроникаючих ґрунтах (піскових, піщаногравійних, піщаногалькових), цементування навколо обов'язкове.

## У культурі
Ознакою наявності неглибокої води є водолюбна верба — вона засвідчує близькість підземних водних джерел. Звідси й приказка «Там криниця, де вербиця». Криниця посідала місце і в шлюбній обрядності: після комори вели молодих до криниці, накривали хусткою, вони під нею милися і нею витиралися. Звідси порада молодій не журитися своєю долею, а «умиватися в криниці й помолитися Богові». Криницю використовували для ворожіння: заглядали в неї на Святки, щоб побачити там свого судженого.
В деяких селах України проводяться свята «Чистих криниць», в ході яких вшановуються ті односельці, які утримують свої криниці в зразковому стані. Так, у селі Загніткові Подільського району на Одещині, де на сьогодні функціонує 75 криниць, старостат не тільки організовує щорічне проведення свята, але й вручає переможцям тематичні подарунки, Почесні грамоти, грошові премії. Святкове дійство супроводжується виконанням українських пісень і танцями сільських аматорів. 
Сузір'я Дельфіна було відоме в українців як «Криниця».

### Символізм
Криниці мають важливе символічне значення. У фольклорі часто оспівують криниці та колодязі в піснях, описуючи літній жаркий період року в селі. Символізує криниця й джерело всякого добра: «До доброї криниці стежка утоптана», а «До сухої криниці не йдуть водиці». Звідси також сталі фразеологізми: «невичерпна криниця», «чиста криниця», «з народної криниці», «ой у полі та криниченька» — що означає постійне живлення народними традиціями та символами. Криниця символізує й кохану дівчину: «Ой у полі криниця безодна, Тече з неї водиця холодна, — Як захочу, то нап'юся, Кого люблю, обіймуся». Винний колодязь є символом шлюбного життя: «З винного та колодязя да Маруся воду брала». Глибокий колодязь, з якого не можна набрати води й напитися, символізує безнадійну любов.
За дохристиянськими віруваннями, криниця є місцем обитання злого божества — «криничника» або «криничного діда».

### У Біблії

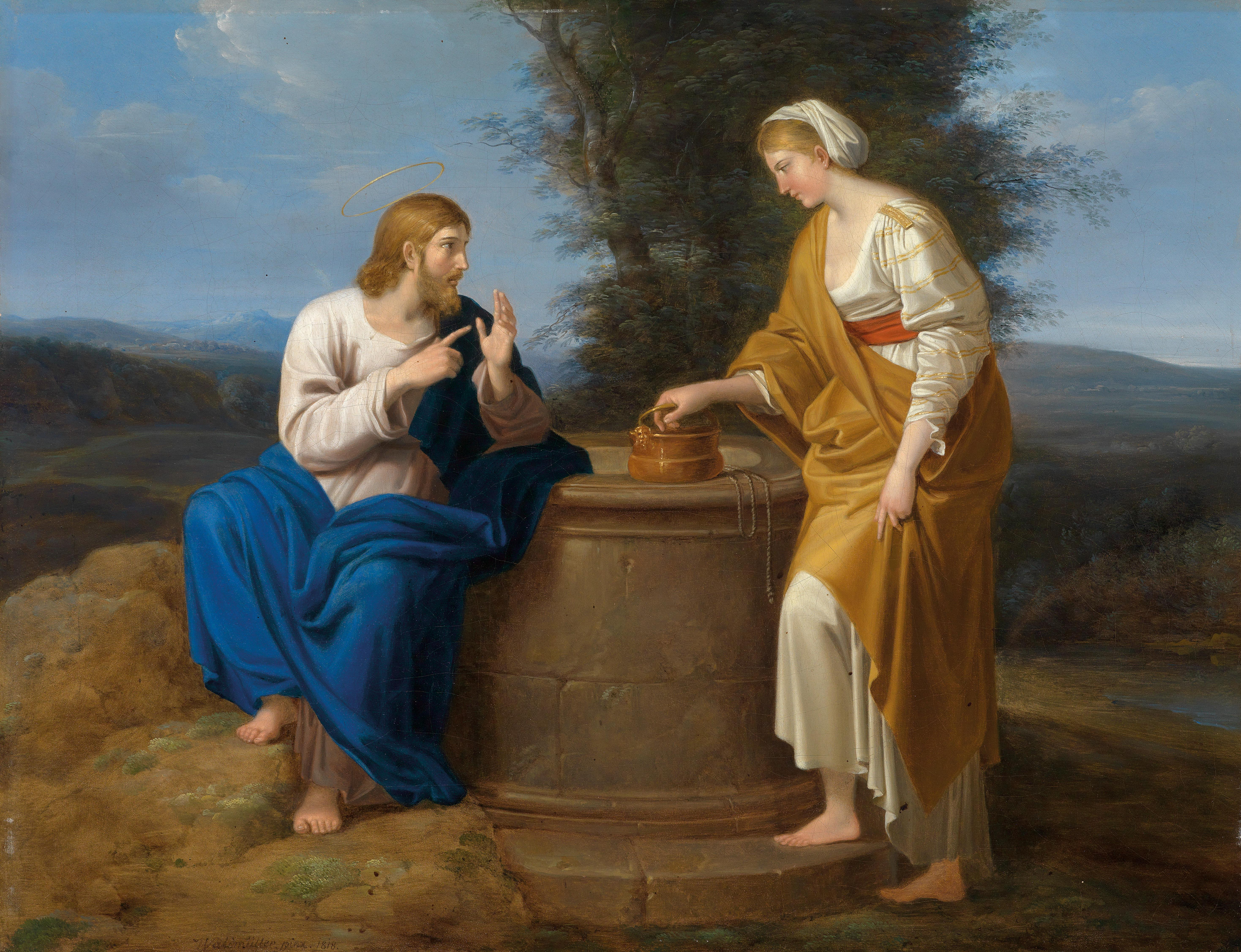
Ісус зі Самарянкою на картині Ф. Г. Вальдмюллера, 1818 р.

У Євангелії від Іоанна згадується криниця в місті Сіхар, за легендою, вирита патріархом Яковом. Біля неї Ісус зустрів самарянку і попросив напитися води:
|  | 6 Там же була Яковова криниця. І Ісус, дорогою зморений, сів отак край криниці. Було коло години десь шостої. 7 Надходить ось жінка одна з Самарії набрати води. Ісус каже до неї: Дай напитись Мені! |

 Далі він сказав їй, що може дати напитися живої води, яка назавжди вгамує спрагу:
|  | 13 Ісус відповів і сказав їй: Кожен, хто воду цю п'є, буде прагнути знову. 14 А хто питиме воду, що Я йому дам, прагнути не буде повік, бо вода, що Я йому дам, стане в нім джерелом тієї води, що тече в життя вічне. |

### Прислів'я
- Не погань криниці, бо схочеш водиці
- Коли колодязь висихає, вода честь має
- В ліс дров не возять, а в колодязь воду не лляють

## Галерея

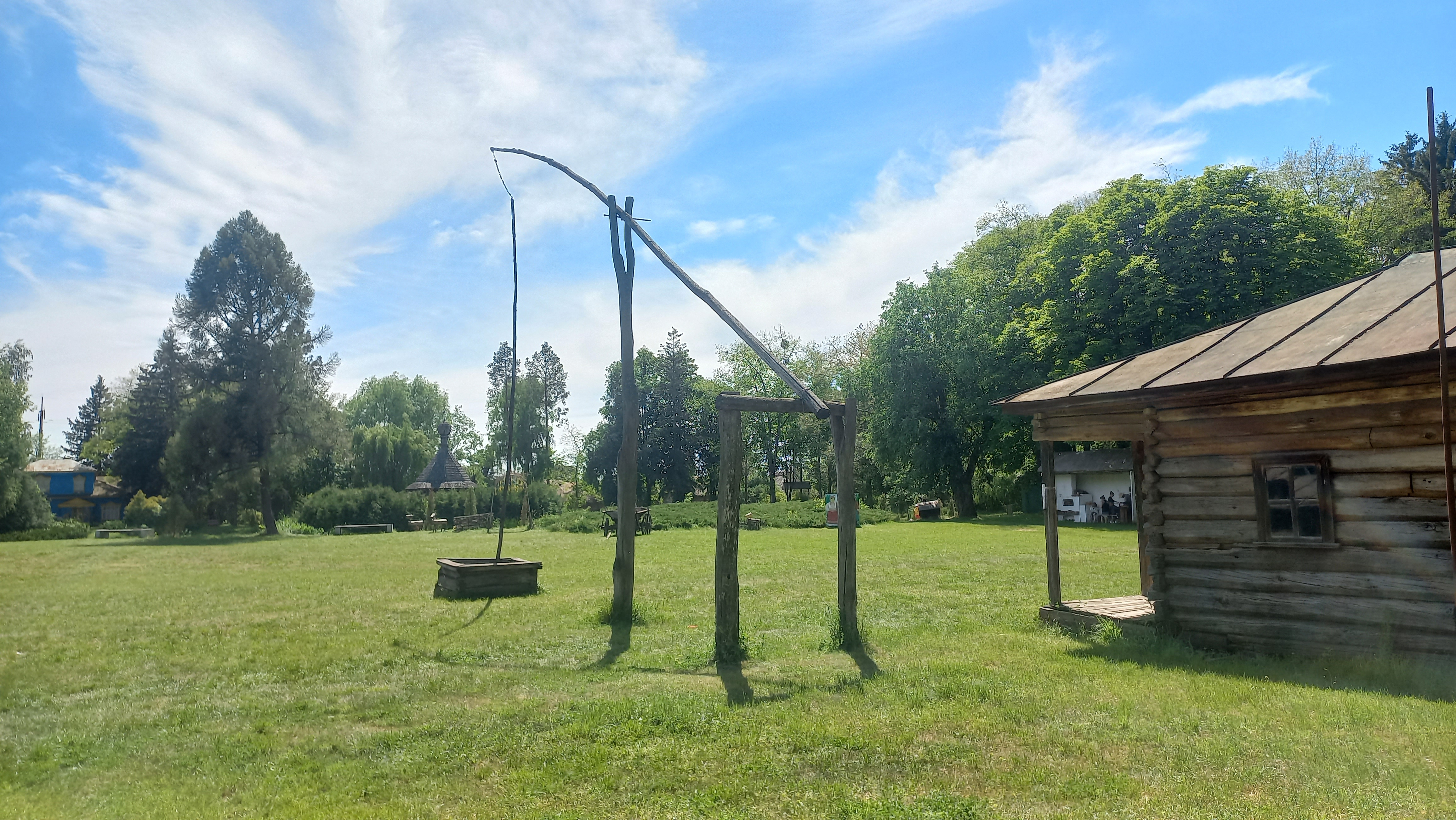
Журавель
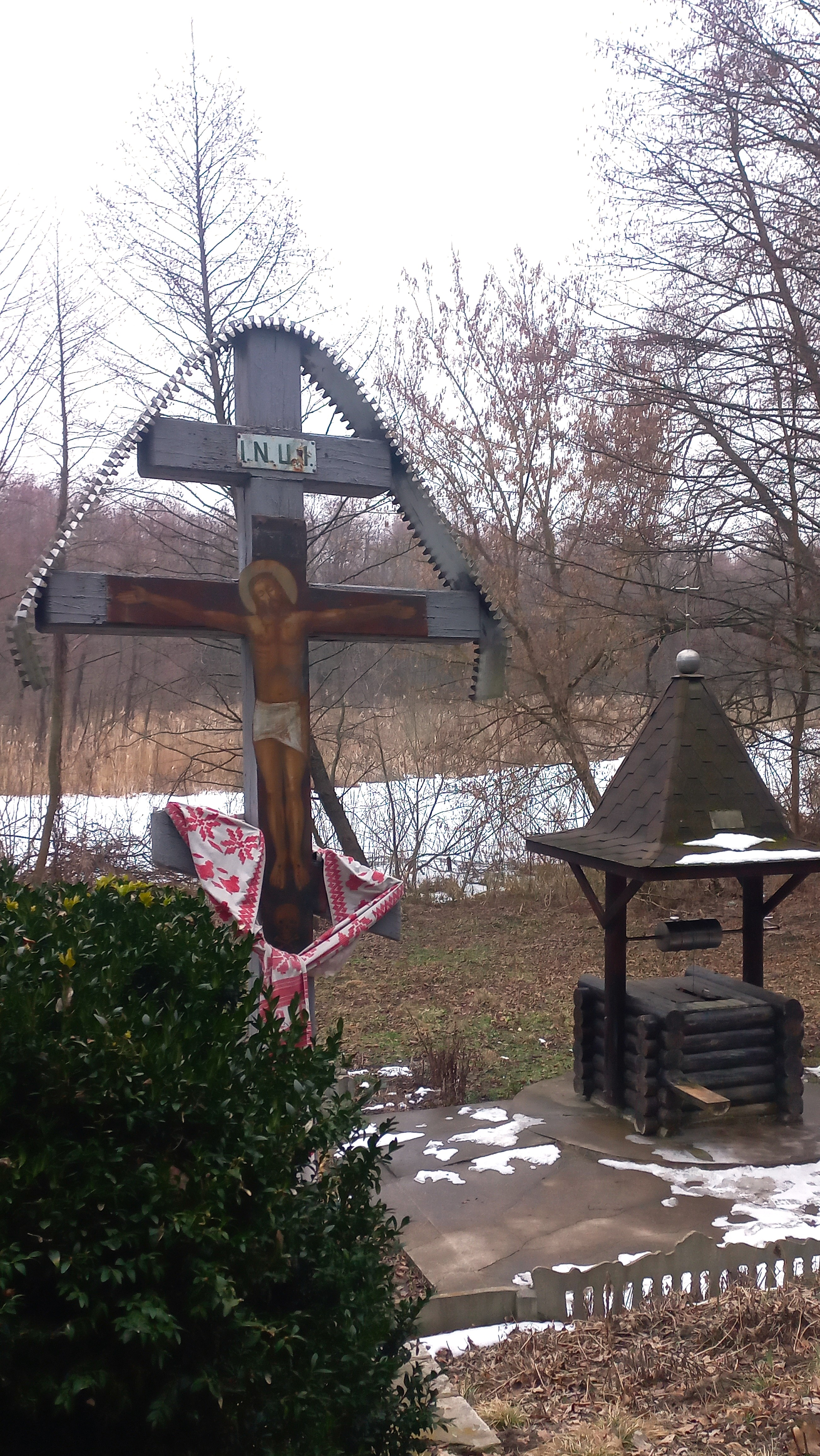
Цілюща криниця, селище Ладан
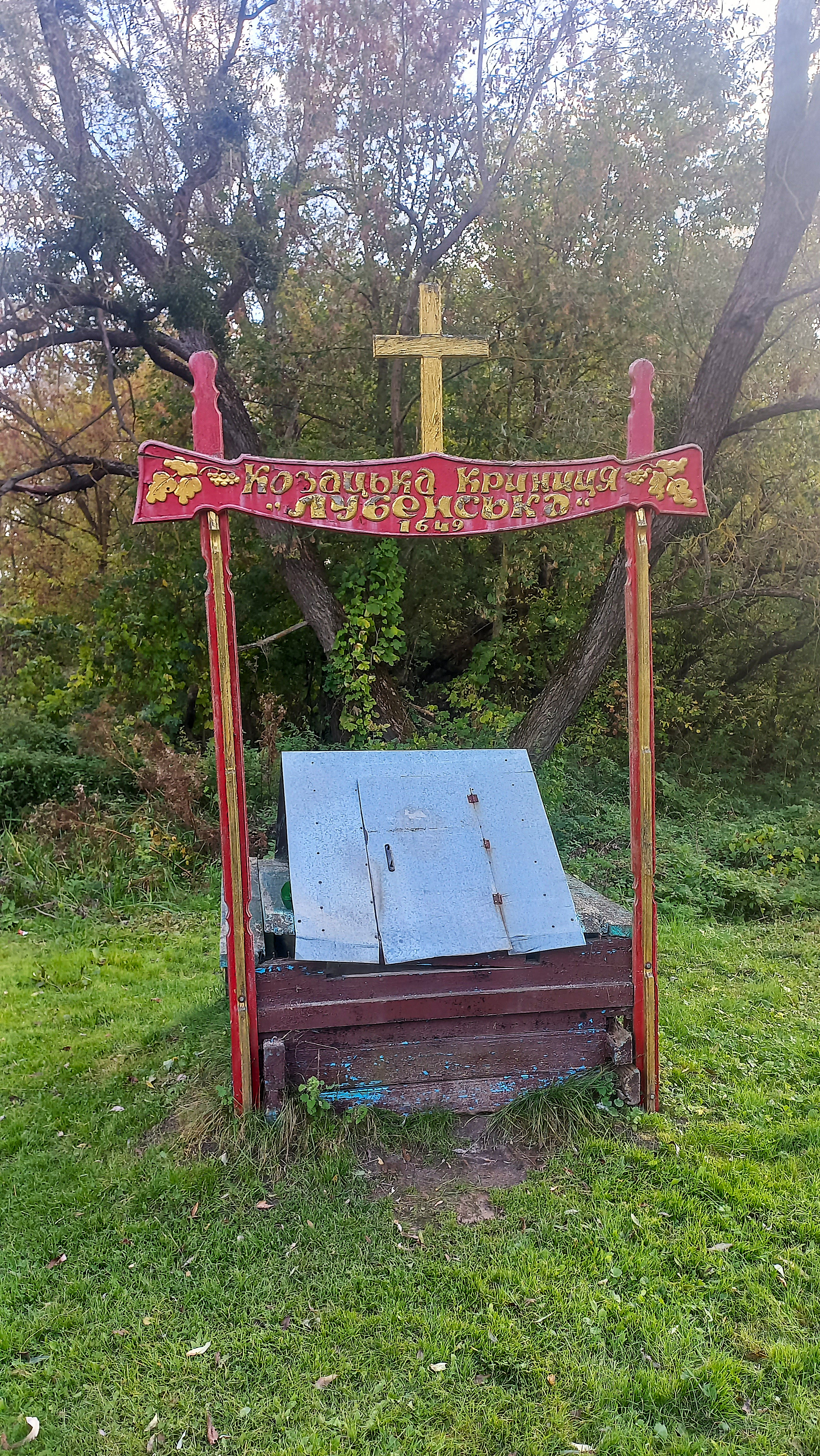
Козацька Лубенська Криниця